# News of the World Championship
News of the World Championship — турнир по снукеру, проводившийся в 50-е года XX века. По важности турнир не уступал чемпионату мира и серии соревнований World Matchplay и, более того, привлекал к себе больше внимания, поскольку в нём принимал участие Джо Дэвис. 
Призовые на турнире были примерно 1 500 фунтов стерлингов, что было значительной суммой в те времена. Кроме того, на News of the World делались очень большие серии — в частности, Джо Дэвис в 1955 году сделал брейк в 146 очков, повторив тогдашний мировой рекорд.
Первый розыгрыш турнира, в формате групповой стадии с последующим выходом в финал, состоялся в 1950 году в Leicester Square Hall, Лондон. Чемпионом стал Джо Дэвис.

## Победители
| Год  | Победитель  | Финалист      | Счёт |
| ---- | ----------- | ------------- | ---- |
| 1950 | Джо Дэвис   | Сидней Смит   | n/a  |
| 1951 | Алек Браун  | Джон Палмен   | n/a  |
| 1952 | Сидней Смит | Альберт Браун | n/a  |
| 1953 | Джо Дэвис   | Джейки Ри     | n/a  |
| 1954 | Джон Палмен | Джо Дэвис     | n/a  |
| 1955 | Джейки Ри   | Джо Дэвис     | n/a  |
| 1956 | Джо Дэвис   | Фред Дэвис    | n/a  |
| 1957 | Джон Палмен | Фред Дэвис    | n/a  |
| 1958 | Фред Дэвис  | Джон Палмен   | n/a  |
| 1959 | Фред Дэвис  | Джо Дэвис     | n/a  |